# Charles de Marillac
Charles de Marillac, död 1560, var en fransk diplomat. Han var Frankrikes sändebud till England 1538-1543 och flera av hans rapporter finns bevarade och utgör en källa till samtiden. 